# غوي بلايس
غوي بلايس (بالفرنسية: Guy Blaise)‏ (12 ديسمبر 1980 في بلجيكا - ) هو لاعب كرة قدم لوكسمبورغي في مركز الدفاع. شارك مع منتخب لوكسمبورغ لكرة القدم. أما مع النوادي، فقد لعب مع نادي فيرتون.

## وصلات خارجية
- غوي بلايس على موقع الاتحاد الدولي (مؤرشف)  (الإنجليزية)
- غوي بلايس على موقع قاعدة بيانات كرة القدم.إي يو (الإنجليزية)
- غوي بلايس على موقع ناشيونال فوتبول تيمز (الإنجليزية)
- غوي بلايس على موقع Soccerway.com (الإنجليزية)